# La Lapidation de saint Étienne (film)
Pour les articles homonymes, voir La Lapidation de saint Étienne.
Pour plus de détails, voir Fiche technique et Distribution.
La Lapidation de saint Étienne est un film franco-espagnol sorti en 2013, avec Lou Castel et Luis Rego dans les rôles principaux.

## Synopsis
Étienne est un vieil homme solitaire qui entasse souvenirs et objets divers tout autour de lui. Il refuse de quitter son appartement, persuadé que les esprits de sa femme et de sa fille y vivent encore. Mais le propriétaire fera tout pour le faire partir.

## Fiche technique
- Titre original : La Lapidation de saint Étienne
- Titre espagnol : La lapidación de saint Étienne
- Réalisation : Pere Vilà i Barceló
- Scénario : Pere Vilà i Barceló, Laura Merino
- Production : Luis Miñarro, Elisabeth Pawlowski, David Pérez, Eddie Saeta S.A., L'Age d'or Production, DDM Visual
- Musique : Jordi Casadevall
- Photographie : José Luis Bernal
- Montage : David Pérez
- Pays d'origine :  France -  Espagne
- Format : couleur
- Genre : drame
- Date de sortie : 2013
- Durée : 83 minutes

## Distribution
- Lou Castel : Étienne
- Marie Payen : Jeanne
- Luis Rego : le frère
- Elsa Toro : l'assistante sociale
- Irene Miron : le médecin